# AQUA5
AQUA5（アクアファイブ）は、宝塚歌劇団雪組の男役（結成当時）5人で結成されたユニット。
2007年8月25日、大阪・長居スタジアムで行われた、世界陸上の開会式に合わせて結成された。

## メンバー
- 水夏希　《2010年9月12日付で退団》
- 彩吹真央　《2010年4月25日付で退団》
- 音月桂 《2012年12月24日付で退団》
- 彩那音　《2011年11月20日付で退団》
- 凰稀かなめ　《2009年4月14日付で星組へ異動後、2011年2月25日付けで宙組へ異動。2015年2月16日付で退団》

凰稀の退団によりメンバー全員が退団
詳細なプロフィールについては各記事を参照。

## 来歴
2007年8月25日、大阪・長居スタジアムで行われた世界陸上の開会式に合わせ、雪組（当時）に所属する男役スター5名で結成された。
2007年11月21日、ファーストシングル『TIME TO LOVE』をリリースした。この曲は、ゴスペラーズのメンバー、安岡優の作詞、酒井雄二の作曲によるもの。
2008年1月1日、「君を愛してる-Je t'aime-/ミロワール」主題歌CDに、AQUA5全メンバーで歌った「AQUAの地球（あくあのほし）」が収録されている。この曲は、ゴスペラーズのメンバー、安岡優の作詞、北山陽一の作曲によるもの。
2008年8月27日、セカンドシングル「AQUA FEEL AQUA SOUL」をリリースした。
2008年12月17日、サードシングル「シラユキ」をリリースした。
2009年3月18日、1stアルバム「AQUA5」を発売。
CDリリースに伴い、"宝塚の現役男役スターユニット"として『うたばん』などの音楽番組やバラエティ番組にも複数出演した。
2009年6月9日、10日にAQUA5の初コンサートを開催。凰稀かなめは稽古中の怪我のため休演してしまい、4人だけのパフォーマンスとなった（凰稀はMCのビデオレターで出演）。
凰稀かなめの組替え（異動）もあり、AQUA5コンサート以降の活動は特になかったが、2010年4月に退団する彩吹真央が宝塚GRAPH2010年4月号（2010年3月20日発売）の自身のサヨナラ特集の座談会にAQUA5のメンバーを指名し、この座談会が5人が揃った最後の仕事となった。
2010年4月5日のTBS系番組『関口宏の東京フレンドパークII・宝塚雪組貸切SP』の出演がAQUA5としての最後の活動となったが、凰稀は番組には参加していない。

## エピソード
- ユニット名の候補には、それぞれの芸名もしくは愛称のイニシャルから「MAKAO」という名前もあった。[1]

## 出演

### イベント
- 2007年世界陸上選手権開会式（2007年8月25日）
- ヴィーナスフォート「Venus Fort Snow Wish 2007 降雪式×AUQA5スペシャルトーク&ソング」（2007年11月23日）
- プロ野球マツダオールスターゲーム2008（第1戦）にて国歌斉唱（2008年7月31日）

### CM
- ハウス食品『六甲のおいしい水』[2]

### テレビ番組
- NHK歌謡コンサート（NHK、2007年12月4日）
- うたばん（TBS、2007年12月20日、2008年12月11日）
- 僕らの音楽（フジテレビ、2007年12月21日）
- 情報ライブ ミヤネ屋（読売テレビ、2008年8月27日）
- 明石家さんちゃんねる（TBS、2008年8月27日）[3]
- 関口宏の東京フレンドパークII（TBS、2009年2月23日、2010年4月5日[4]）
- ドリーム・プレス社（TBS、2009年3月6日）

### ライブ・コンサート
- 「AQUA5ミニライブ＆トークイベント」（2008年9月16日：宝塚バウホール）
- 「AQUA5 Special LIVE in 六本木ヒルズアリーナ」 （2008年10月24日：六本木ヒルズアリーナ）
- 「AQUA5 Concert」 （2009年6月9日、10日：赤坂BLITZ）